# Lulua squamosa
Lulua squamosa är en skalbaggsart som beskrevs av Louis Burgeon 1931. Lulua squamosa ingår i släktet Lulua och familjen långhorningar. Inga underarter finns listade i Catalogue of Life.